# SN 1998co
SN 1998co – supernowa typu Ia odkryta 21 czerwca 1998 roku w galaktyce NGC 7131. W momencie odkrycia miała maksymalną jasność 16,00m.